# Liebesinsel (Spree)
Die Liebesinsel (Ausspracheⓘ) ist eine Insel in der Spree, die sich im Ortsteil Friedrichshain des Berliner Bezirks Friedrichshain-Kreuzberg befindet. Sie liegt in der Rummelsburger Bucht östlich der Südspitze von Alt-Stralau.

## Geschichte

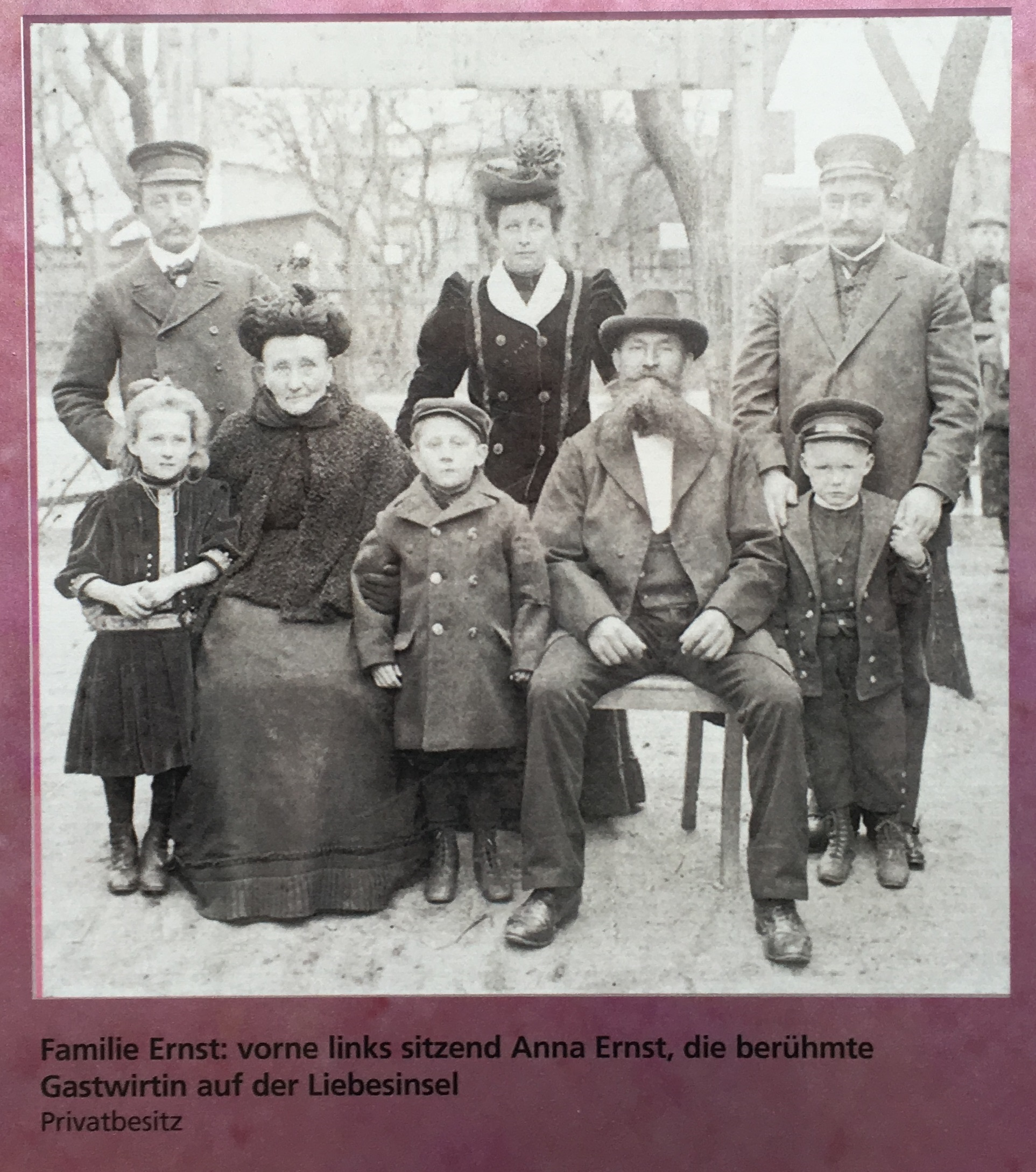
Gastronomenfamilie Ernst

Die Insel entstand während der letzten Eiszeit als Talsandinsel innerhalb der Berliner Spreelandschaft. Auf alten Landkarten erscheint die Insel als Entenwerder und zeigt keine Bebauung. In anderen Quellen ist vom Seewall oder der Diebesinsel die Rede. Vermutet wurde, dass dort Diebesgut versteckt wurde.
In den Jahren 1878 und 1879 führten auf Initiative des Stralauer Bürgers Julius Tübbecke archäologische Ausgrabungen einige Steinbeile, Pflastersteine und einen Mahlstein zu Tage. Weiterhin konnten frühmittelalterliche Topfscherben geborgen werden, die wendischen Ursprungs waren. Daneben ist bekannt, dass das Eiland 1880 von einem Mann mit einer Ziege bewirtschaftet wurde. Er zahlte drei Mark Pacht an die Gemeinde. Anfang des 19. Jahrhunderts wurde die Bucht intensiv von Seglern genutzt; ein Bericht bezeichnet sie sogar als „Geburtsstätte des deutschen Segelsports“. So gründeten sich mehrere Seglervereine, die Liegeplätze auf der Liebesinsel einrichteten, beispielsweise der Segelclub 1919 Stralau e. V. Von 1880 bis 1908 betrieb Oswald Ernst ein Inselrestaurant, das Ernst’sche Haus. Die Gemeinde hatte großes Interesse an dem gastwirtschaftlichen Betrieb, denn so konnte das vermehrte Einlagern von Diebesgut unterbunden werden. Ein Hausdiener holte die Gäste mit einer Fähre am Ufer ab. Daneben gab es einen Ankerplatz für kleinere Motor- und Segelboote. Hinzu kam eine ständige Fährverbindung von der Liebesinsel zur Halbinsel Stralau, der Abteiinsel sowie dem Gasthaus Zenner. Der Komponist und Theaterkapellmeister Paul Lincke war Gast bei Ernst und drückte seine Begeisterung für das Eiland in seinem Lied Ich weiß ein Stilles Plätzchen im Refrain „Nach der Liebesinsel lasst uns gehen“ aus. Im Winter war die Insel ebenfalls gut besucht, wenn die Rummelsburger Bucht zugefroren war und somit eine Verbindung zu den angrenzenden Gemeinden bzw. späteren Ortsteilen bestand. Bis 1920 war die Insel, wie auch der benachbarte Kratzbruch der Gemeinde Stralau zugewiesen. Der gastronomische Betrieb endete im Zweiten Weltkrieg, als die Insel im April 1945 von der Hauptkampflinie betroffen war.
Die Insel sowie der sie umgebende zehn Meter breite Wasserstreifen stehen seit 1999 unter Naturschutz. Sie ist Lebensraum für Vögel wie Spechte, Kleiber und Meisen, wird aber auch von Schwänen, Enten und Kormoranen genutzt. Sie bietet weiterhin ein geschütztes Habitat für Biber und Fischotter. In einem noch vorhandenen Keller auf der Insel überwintern Fledermäuse.